# Leonid Hlibow

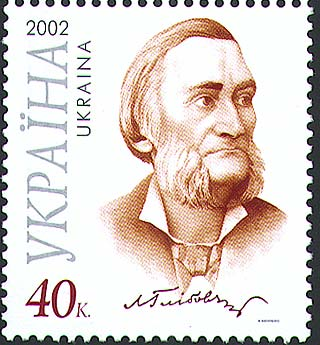
Ukrainische Briefmarke

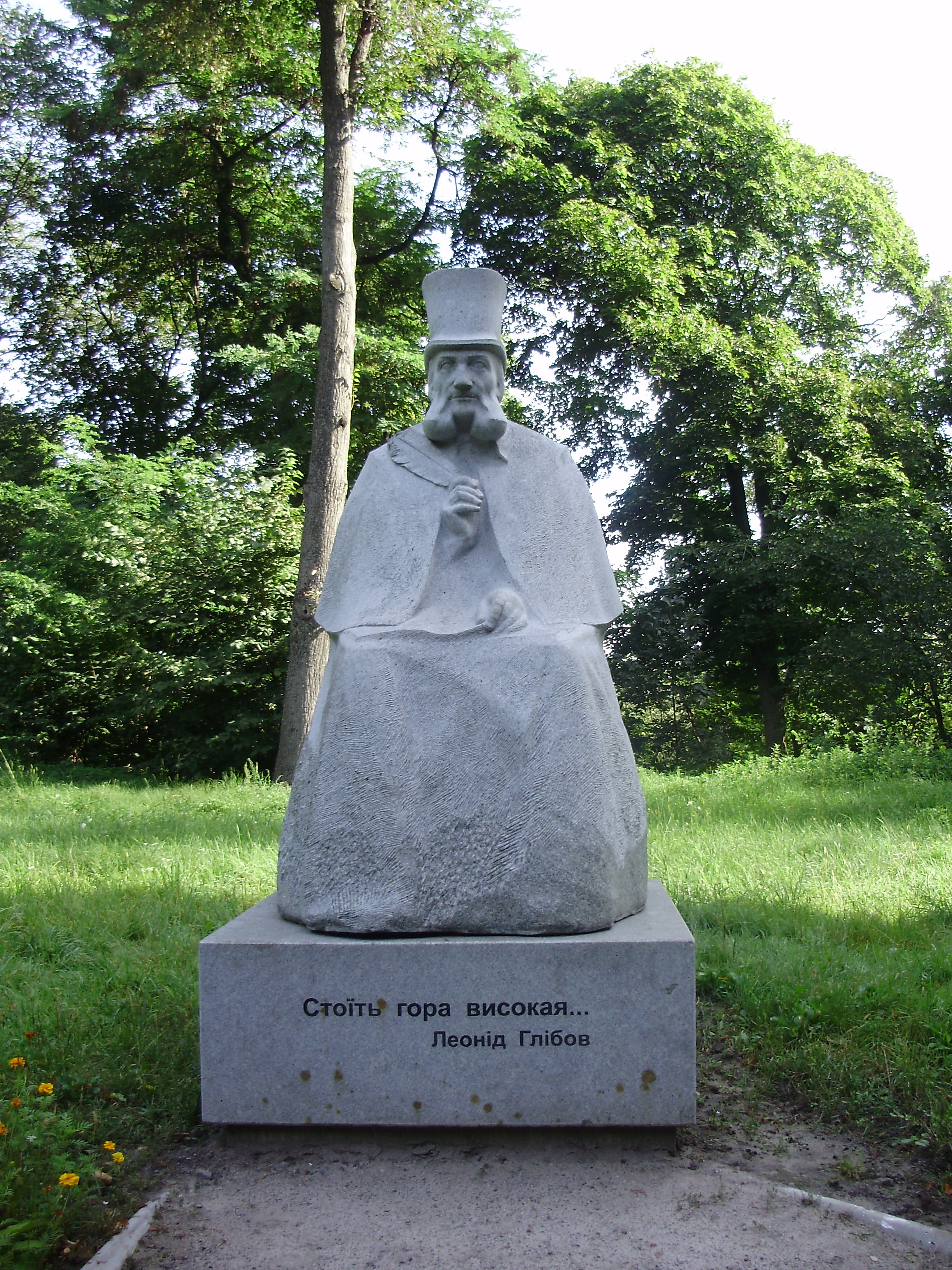
Denkmal für Leonid Hlibow in Sedniw

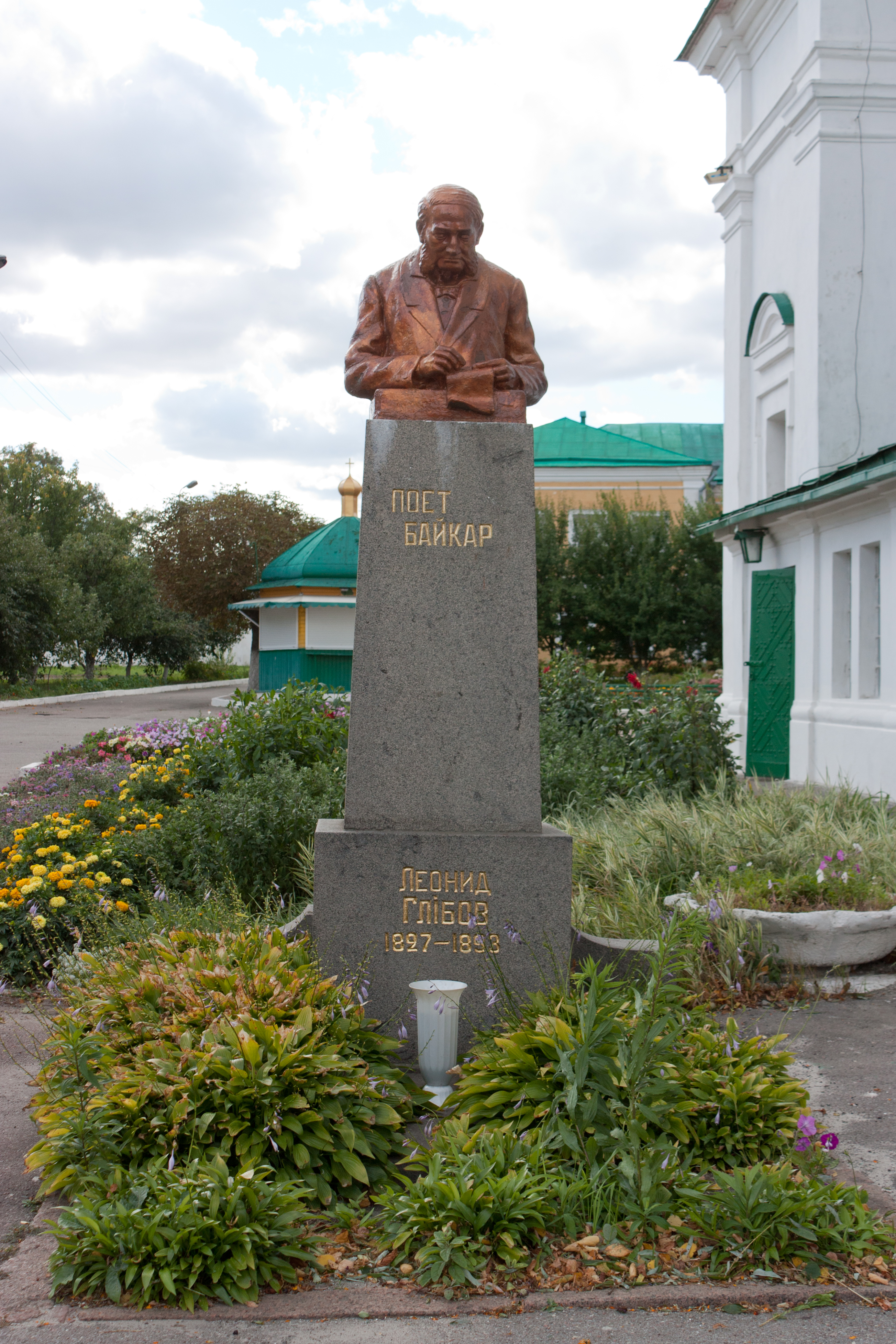
Das Grab von Leonid Hlibow in Tschernihiw

Leonid Iwanowytsch Hlibow (ukrainisch Леонід Іванович Глібов, wiss. Transliteration Leonid Ivanovyč Hlibov; * 21. Februarjul. / 5. März 1827greg. in Wesselyj Podil, Russisches Kaiserreich; † 29. Oktoberjul. / 10. November 1893greg. in Tschernihiw,  Russisches Kaiserreich) war ein ukrainischer Schriftsteller, Dichter, Verleger, Fabelschreiber, Lyriker, Dramaturg und Publizist.

## Biografie
Leonid Hlibow wurde am 5. März 1827 in Wesselyj Podil geboren. Sein Vater, Iwan Nasarowitsch Hlibow, war bei der Adelsfamilie Rodzjanko am Hof tätig. Die Grundschulausbildung erhielt er zu Hause von seiner Mutter, Irina Gawrilowna Troschtschinska, eine nahe Verwandte von Nikolai Gogol. Sein Patenonkel war Porfirij Rodzjanko, der auch gleichzeitig sein Lehrer war und ihn im Lesen und Schreiben unterrichtete. Mathematik, Griechisch und Latein brachte ihm der Priester Jakow Sabolozkij bei. In seinem Griechischunterricht lernte er die Fabeln Äsops kennen, die ihn begeisterten. Ein weiterer Anstoß für das Dichten war das Werk Kobsar von Taras Schewtschenko. Im August 1840 kam er auf das Poltawer Gymnasium. Dort begann er, im Alter von 13 Jahren, Gedichte zu schreiben und mit 20 Jahren wurde sein erster Sammelband der Poesie herausgebracht. Von 1849 bis 1855 ging er auf das Lyzeum in Nischyn, deren Absolventen unter anderem Nikolaj Gogol und Jewhen Hrebinka waren. Dort kam er erstmals mit der ukrainischen Literatur in Berührung. Nach der Absolvierung des Lyzeums lehrte Hlibow bis 1858 Geographie und Geschichte in Tschornyj Ostriw in Podolien. Ab 1858 lehrte er Geographie am Knabengymnasium in Tschernihiw. Dort entfaltete er seine literarische Tätigkeit als Lyriker, Fabel- und Prosaschreiber, Feuilletonist, Volkskundler und Dramaturg. Um seine Familie gruppiert sich die Intelligenzija der Stadt.
1861 wurde er zum Verleger und Redakteur der Zeitung Černigovskij listok, jedoch wurde diese Zeitung 1863 wegen regierungsfeindlicher Agitation verboten. Aufgrund dessen sowie der Verbindung zu I. Andrjuschtschenko, einem Mitglied der Untergrundorganisation Zemlja i volja, wurde ihm das Recht der Lehrerschaft entzogen, und er wurde von der Polizei unter Beobachtung gestellt, die bis zum 25. Mai 1858 andauerte. Zwei Jahre lang lebte er in Nischyn und 1865 kehrte er nach Tschernihiw zurück, wo er eine Zeit lang als Beamter in der Kanzlei des Gouverneurs arbeitete. Von 1867 an war er Leiter der Landestypographie, arbeitete an seinem Fabelsammelband, gab Bücher heraus, druckte Feuilletons, publizistische Artikel und Dichtungen in russischer Sprache sowie Werke für Kinder, die ihn „Deduschka Kenar‘“ (Russ.) oder „didus‘ kendyr“ (ukrainisch) nannten. Außerdem wurde er zum Direktor des Tschernihiwer Theaters gewählt. In den letzten drei Jahren seines Lebens schrieb Hlibow mehr als davor, vor allem in ukrainischer Sprache. Hlibow hatte ein krankes Herz und litt zudem an Asthma. Völlig erblindet starb er am 10. November 1893 in Tschernihiw, wo er auch beerdigt wurde.

## Familie
Hlibow heiratete 1852 Paraska, die Tochter des Erzpriesters Fjodor Burdonos. Aus der Ehe ging am 23. Juli 1853 die Tochter Lida hervor, die am 31. Dezember 1859 verstarb. Seine Frau starb am 4. November 1867 an Brustkrebs. 1882 heiratete er Paraskewa Wasilewna Baranowa, deren Sohn Alexander er adoptiert und ihm seinen Namen gab. 1879 wurde der gemeinsame Sohn Sergej geboren, der Ende Februar 1882 starb.
Während seiner Studienzeit starb 1852 sein Vater an Lungenentzündung, nachdem er im Eis des zugefrorenen Dneprs eingebrochen war. Kurze Zeit später starb auch seine Mutter. Diese aufeinanderfolgenden Ereignisse erklären die lange Studienzeit Hlibows.

## Literarischer Werdegang
Hlibow war einer der Initiatoren der Kinderliteratur.
Sein erstes Gedicht Son schrieb er mit 13 Jahren. Dieses Gedicht wurde von seinem Lehrer bemerkt, der gleichzeitig Redakteur der Zeitung „Poltavskie gubernskie vedomosti“ war und dort das Gedicht drucken ließ. Es folgten lange Poeme, die ebenfalls in der erwähnten Zeitung gedruckt wurden. 1847 wurde sein erster Sammelband der Poesie in russischer Hochsprache Stihotvorenija Leonida Glebova herausgebracht und ab 1853 wurden seine Fabeln auf den ersten Seiten der Zeitung „Tschernigowskie gubernskie wedomosti“ gedruckt. Durch den erzwungenen Umzug in die Ortschaft Tschornyj Ostriw in Podolien, vereinsamt, wichen die fröhlichen Fabeln traurigen Gedichte und Lieder. Während dieser Zeit schrieb er die berühmte Poesie Žurba, zu der Mykola Lyssenko die Musik des heute beliebten Volksliedes komponierte.
In Folge des Todes seiner Tochter schrieb er 1860 nur ein einziges Gedicht Ziron’ka, das er seiner verstorbenen Tochter widmete.
Am 12. Juli 1861 kam die erste Ausgabe der Zeitung Černigovskij listok heraus, in der vor allem viele seiner Feuilletons erschienen. Mit dem Errichten eines Theaters im Sommer 1862 von seinen Freunden Afanasij Markowitsch und Ilja Doroschenko, wurden dort die Bühnenstücke Do mirovogo und Hutorjanočka Hlibows aufgeführt. In dieser Zeit wurden seine Gedichte und Fabeln in der Petersburger Zeitschrift „Osnova“ gedruckt.
1863 wurde sein erster Sammelband mit insgesamt 36 Fabeln herausgegeben, doch dieser wurde wegen der Verordnung „Waluewskij zirkuljar“ vernichtet. 1872 kam der zweite Sammelband in ukrainischer Sprache heraus, der sehr schnell ausverkauft war, womit er auch Popularität errang, was zur Folge hatte, dass seine Artikel, Feuilletons und Gedichte auch auf den Seiten des „Kievskij telegraf“ und in der Moskauer Zeitung „Budil’nik“ gedruckt wurden. Am 4. Juni 1876 druckte der „Kievskij telegraf“ den Anfang seines satirischen Zyklus Černigovskij fel’eton Kapitana Bonvivan und zwei Monate später gab Hlibow das Büchlein Krasnyj motylёk. Pigmej – al’bomčik v stichach. Posvjaščaetsja vesel’čakam. Kapitana Bonvivan heraus. 1882 wurde sein dritter Sammelband der Fabeln publiziert. Die folgenden sechs Jahren wurden keine seiner Gedichte und Fabeln gedruckt. Erst ab 1889 erschienen seine ukrainischen Fabeln in der Lemberger Zeitung „Zorja“ und in dem Kindermagazin „Dzvinočok“. Ab 1890 begann er Gedichte für Kinder zu schreiben (Vesnjanka, Zimnja pisen‘ka).
Am 29. Oktober 1893 diktierte er, auf Grund seiner Blindheit, die letzte Fabel Ohon‘ i Haj seinem Freund Aleksandr Tyschtschinskij.
Insgesamt verfasste er Hunderte von Fabeln. Iwan Franko bezeichnete Hlibow, neben Jewhen Hrebinka, als den besten ukrainischen Fabelschreiber. Die Thematik seiner Fabeln war breit gefächert. Sie handeln über den grausamen Umgang mit Bauern (Vovk ta Jahnja, Vovk i Kit) und Bestechung (Lysycja i Chovrach, Ščuka), sie waren moralisch-ethisch gerichtet (Troježenec‘) und gegenrevolutionär (Ohon‘ i Haj).
Seine früheren lyrischen Gedichte (Uznik, Melodyja) hatten, wie auch die Liedertexte, einen traurigen Charakter.

## Werke

### Fabeln
Ведмідь-пасічник – Vedmid‘-pasičnyk
- Вовк та ягня – Vovk ta jahnja
- Жаба й Віл – Žaba j Vil
- Зозуля і півень – Zozylja i piven‘
- Квіти – Kvity
- Лисиця-жалібниця – Lysycja- žalibnycja
- Мальований стовп – Mal’ovanyj ctovp
- Мірошник – Mirošnyk
- Муха й бджола – Mucha j bdžola
- Охрімова свита – Ochrimova svyta
- Синиця – Synycja
- Солом'яний дід – Solom’janyj did
- Щука – Ščuka
- Цуцик – Cucyk
- Шелестуни – Šelestuny

### Lyrik
- Журба – Žurba
- Пісня – Pisnja
- Конь – Kon‘
- Встреча – Vstreča
- Соловей – Solovej

### Akrostichon
- Кому привіт? – Komu pryvit?
- Хто баба? – Chto baba?
- Хто вона? – Chto vona?
- Хто вони? – Chto vony?
- Хто розмовляє? – Chto rozmovljaje?
- Хто сестра і брат – Chto sestra i brat
- Хто хвастає? – Chto chvastaje?
- Що за птиця? Ščo za ptycja?
- Щозашкварчить? – Ščo zaškvarčyt‘?

### Rätsel
- Раз уночi я в лiс ходив… – Raz unoči ja v lis chodyv…
- Мати донi молодiй… – Maty doni molodij…
- Мале, забавненьке воно… – Male, zabavnen’ke vono…
- Раз пiшов я на отаву… – Paz pišov ja na otavu…
- Котилася тарiлочка… – Kotylasja tariločka…
- Кучерява i вродлива… – Kučerjava…